# Olympic Football Club de Niamey
Pour les articles homonymes, voir Secteur 6.
L'Olympic Football Club (OFC) est un club nigérien de football basé à Niamey.

## Histoire
Le club est créé en 1964, succédant à l'ancien club Secteur 6. Les joueurs au maillot rouge et blanc sont surnommés Les lions de Lakouroussou, du nom d'un quartier de Niamey. 
Le club a remporté douze fois le championnat du Niger et cinq fois la Coupe du Niger.
Le club rival de la ville est le Sahel Sporting Club (SSC) de Niamey; les deux clubs évoluent dans le même stade de la ville.

## Palmarès
- Championnat du Niger
  - Champion : 1966, 1967, 1968, 1969, 1970, 1976, 1977, 1978, 1989, 1998, 1999 et 2012

- Coupe du Niger
  - Vainqueur : 1975, 1977, 1990, 1991 et 2003
  - Finaliste : 1983, 1985, 1992, 1993 et 2000

- Supercoupe du Niger
  - Finaliste : 2012

## Participations aux compétitions continentales
- Ligue des champions d'Afrique : 10 apparitions (1967, 1968, 1969, 1970, 1971, 1975, 1977, 1978, 1990 et 2000)
- Coupe de la confédération : 1 apparition (2004)
- Coupe de la CAF : 1 apparition (1994)
- Coupe d'Afrique des vainqueurs de coupe : 4 apparitions (1991, 1992, 1993 et 2001)